# فرانك أتسو
فرانك أتسو (بالفرنسية: Franck Atsou) (مواليد 1 أغسطس 1978) هو لاعب كرة قدم. يلعب مع منتخب توغو لكرة القدم. سبق له أن لعب في كأس العالم لكرة القدم مع منتخب بلاده.

## روابط خارجية
- فرانك أتسو على موقع الاتحاد الدولي (مؤرشف)  (الإنجليزية)
- فرانك أتسو على موقع قاعدة بيانات كرة القدم.إي يو (الإنجليزية)
- فرانك أتسو على موقع ناشيونال فوتبول تيمز (الإنجليزية)
- فرانك أتسو على موقع Soccerway.com (الإنجليزية)
- فرانك أتسو على موقع عالم كرة القدم.نت (الإنجليزية)
- فرانك أتسو على موقع كووورة